# Eveline Herfkens
Eva Leonie (Eveline) Herfkens (Den Haag, 9 januari 1952) is een Nederlandse voormalige politica en diplomaat. Van 30 augustus 1998 tot 22 juli 2002 was zij minister voor Ontwikkelingssamenwerking zonder portefeuille. Sinds 1 november 2002 is zij in New York coördinator van de campagne Millennium Development Goals (MDG) van de Verenigde Naties.

## Biografie
Herfkens is een PvdA-politica uit Den Haag die zich als Tweede Kamerlid en minister bezighield met ontwikkelingssamenwerking. Als ambtenaar op Buitenlandse Zaken was zij nauw betrokken bij hulpprogramma's aan Derde-Wereldlanden, onder meer aan Jamaica. Daarnaast was ze van 1979 tot 1983 voorzitter van de Evert Vermeer Stichting (de aan de PvdA gelieerde stichting op het gebied van internationale solidariteit).
Herfkens kwam op 15 september 1981 in de Tweede Kamer, waar ze Ed van Thijn leerde kennen. In 1983 trouwden ze. Datzelfde jaar werd Van Thijn burgemeester van Amsterdam. De commissaris van de Koningin Roel de Wit achtte de aanwezigheid van een burgemeestersvrouw in Amsterdam zeer gewenst. Herfkens bleef echter Kamerlid en vertoonde zich zelden bij officiële gelegenheden in de hoofdstad. Op 1 september 1990 verliet zij de Tweede Kamer. In dat jaar eindigde ook haar relatie met Ed van Thijn, en vertrok Herfkens uit de Kamer en uit Nederland en werd directeur bij de Wereldbank. Na zes jaar Wereldbank werd ze in het tweede kabinet-Kok de opvolger van Jan Pronk op ontwikkelingssamenwerking.
Eveline is de zuster van Annette Herfkens die als enige de vliegramp met de Vietnam Airlines-vlucht 474 overleefde, toen die op 14 november 1992 verongelukte tijdens een binnenlandse vlucht nabij Nah-Tran.

## Ministerschap
Van 30 augustus 1998 tot 22 juli 2002 was zij minister voor Ontwikkelingssamenwerking zonder portefeuille. Ze veranderde op een aantal punten de koers van het Nederlandse beleid, onder andere door beperking van het aantal donorlanden en het niet langer uitzenden van Nederlandse deskundigen. Het aantal donorlanden werd gehalveerd tot 22, waarbij de keuze werd bepaald door drie criteria: goed beleid, goed bestuur en grote armoede.
De nota Beleidskader TA uit augustus 2000 stelde: "Technische assistentie is niet langer levensvatbaar". Projecthulp werd vervangen door rechtstreekse steun aan regeringen voor programma's ter verbetering van onderwijs en gezondheidszorg. Op grote schaal werd begrotingssteun geïntroduceerd.
Er kwamen in deze tijd steeds meer kritische kanttekeningen bij de effectiviteit van de hulp, al dient te worden vermeld dat die vooral golden voor hulp via multilaterale organisaties. Een aanzienlijk deel van de bilaterale hulp kreeg juist veel krediet van onder meer Afrikaanse intellectuelen, beleidsmakers, doelgroepen en politici, omdat zij anders werkte dan de assistentie uit andere landen. Maar het kabinet en Herfkens, gesteund door de Tweede Kamer, besloten evengoed de Nederlandse bilaterale hulp te beëindigen. Ironisch genoeg werd juist de veel minder efficiënte hulp via de multilaterale VN-organisaties voortgezet.
Een rapport van de Inspectie Ontwikkelingssamenwerking en Beleidsevaluatie van het ministerie zelf concludeerde in 2006 dat Herfkens en haar opvolger Agnes van Ardenne zich bij de uitvoering niet aan de eigen doelstellingen hadden gehouden. Meer dan de helft van de concentratielanden voldeed niet aan het criterium van goed bestuur, terwijl de programma's niet de allerarmsten bereikten. De IOB weet dit beleidsfalen aan de overhaaste invoering door Herfkens, die de ambtenaren op het ministerie en de ambassades geen tijd liet voor een goede implementatie. Na haar ministerschap was zij Tweede Kamerlid van 23 mei tot 26 juli 2002.

## Verenigde Naties
Op 1 november 2002 werd ze speciale afgezant van Kofi Annan bij de Verenigde Naties. Ze kreeg de leiding over de MDG-campagne met als doelstellingen om wereldwijd onder meer een halvering van de armoede te realiseren en het gebruik van schoon water te bevorderen. Volgens een artikel in het opinieweekblad Vrij Nederland dat in de eerste week van 2008 werd gepubliceerd, zat Herfkens inmiddels zonder inkomen en contract thuis ten gevolge van een conflict met de VN over de voorwaarden van haar contract. In de Volkskrant van 10 januari echter stelde het UNDP, haar vorige werkgever, dat er op Herfkens' functioneren niets was aan te merken, maar dat haar tijdelijke arbeidovereenkomst per 31 december 2007 was afgelopen. Enkele dagen later nuanceerde de woordvoerder UNDP zijn woorden: de organisatie was inmiddels een intern onderzoek begonnen over de vraag of Herfkens wist dat ze de VN-regels overtrad door een permanente verblijfsvergunning in Amerika aan te vragen als VN-functionaris.
Herfkens huurde in New York een appartement in de chique Dag Hammerskjöld Tower à raison van $7.000 per maand, bijna haar hele salaris. In strijd met interne VN-regels ontving ze $280.000 huursubsidie van de Nederlandse overheid naast haar UNDP-salaris. Hoewel deze vergoeding niet overeenkomstig het gebruikelijke vergoedingenstelsel voor Nederlandse diplomaten in het buitenland is en de VN-regels dergelijke aanvullende betalingen niet toestaan, werd in eerste instantie gesteld dat Herfkens de ontvangen vergoeding mocht houden, omdat dit anders in strijd was met het beginsel van rechtszekerheid. Het was immers volgens de verantwoordelijke bewindslieden Koenders en Verhagen niet te achterhalen of Herfkens zelf om deze vergoeding had gevraagd of dat deze haar werd aangeboden door ambtenaren.
SP-Kamerlid Ewout Irrgang vond dat een formaliteit en snapte niet waarom Herfkens nog niet uit zichzelf het geld terugstortte: "Zij had duidelijk geen recht op dat geld, waarom heeft zij dan niet het fatsoen om het gewoon onmiddellijk terug te storten?"
Tijdens een debat over de kwestie op 27 maart 2008 stelden de regeringsfracties CDA, PvdA, ChristenUnie dat het geld terug moest komen indien dat juridisch mogelijk was. De oppositiepartijen VVD, SP, PVV, D66 en GroenLinks vonden dat het sowieso moest worden terugbetaald.
Minister Maxime Verhagen (Buitenlandse Zaken) besloot het geld terug te vorderen, desnoods via de rechter. Uiteindelijk sloot minister Verhagen op 28 augustus 2008 een overeenkomst, waarbij Herfkens de vergoeding niet terug hoefde te betalen, maar in plaats hiervan een jaar lang als consultant voor de VN Millenniumcampagne ging werken voor het symbolische bedrag van één dollar. VVD-Kamerlid Arend Jan Boekestijn overwoog een motie in te dienen om Verhagen zo te dwingen Herfkens alsnog het volledige bedrag te laten terugbetalen.
In een brief aan de Tweede Kamer van 28 augustus 2008 erkende het ministerie van Buitenlandse Zaken echter: "Het verstrekken van vergoedingen aan mevrouw Herfkens en andere Nederlanders die werkzaam waren bij de VN of andere organisaties paste in de betreffende periode in het beleid om de benoeming van Nederlanders op posten bij internationale organisaties te bevorderen, was in overeenstemming met de toepasselijke regelgeving en kwam ook in andere gevallen voor".
De brief stelde ook: "In de verhouding tussen het ministerie en mevrouw Herfkens is er geen sprake van inbreuk op de BZ-regelgeving of van enigerlei verwijtbaar handelen door mevrouw Herfkens; aan mevrouw Herfkens is in overeenstemming met die regelgeving een vergoeding toegekend", waaraan de minister toevoegde: "Ik betreur dat in de ontstane publieke discussie ten onrechte de indruk is gewekt dat mevrouw Herfkens jegens het ministerie verwijtbaar heeft gehandeld door vergoedingen aan te nemen". En Verhagen stelde in het Kamerdebat op 9 oktober 2008 dat Herfkens ervan uit mocht gaan dat BZ-regelgeving in overeenstemming was met VN-regels. De meerderheid van de Kamer beschouwde de zaak hiermee afgedaan.
Dit Nederlandse vergoedingenbeleid, dat dat jaar werd aangepast, was evenwel in strijd met VN-regels, zoals werd vastgesteld door het UNDP-onderzoek in deze kwestie. Het onderzoek concludeerde ook dat Eveline Herfkens de vergoeding niet had mogen aannemen, maar stelde vast dat ze dit te goeder trouw had gedaan, en vermeldde dat de haast waarmee de nieuwe VN-campagne werd opgezet en het gebrek aan begeleiding daarbij mede debet waren aan het feit dat de betreffende regelgeving haar ontgaan was. Met deze conclusie was de zaak voor UNDP afgedaan.